# Águas de São Pedro
Águas de São Pedro is een gemeente in de Braziliaanse deelstaat São Paulo. De gemeente telt 3.205 inwoners (schatting 2016).

## Geografie

### Aangrenzende gemeenten
Het is een enclave in de gemeente van São Pedro.

## Religie
Het Christendom is als volgt in de stad aanwezig:

### Katholieke Kerk
De katholieke kerk in de gemeente maakt deel uit van het Bisdom Piracicaba.

### Protestantse Kerk
De meest uiteenlopende evangelische overtuigingen zijn aanwezig in de stad, voornamelijk pinkstergelovigen, waaronder onder meer de Assemblies of God in Brazilië (de grootste evangelische kerk van het land) en de Christelijke Congregatie in Brazilië. Deze denominaties groeien steeds meer in heel Brazilië.